# Die Mahlzeit des Geistlichen
Die Mahlzeit des Geistlichen ist ein Märchen. Es steht in den Irischen Elfenmärchen der Brüder Grimm an Stelle 4, die sie 1825 aus Fairy legends and traditions of the South of Ireland von Thomas Crofton Croker übersetzten.

## Inhalt
In einer abgelegenen Berggegend bei Inchegila im westlichen Teil der Grafschaft Cork tanzen Elfen im Herbstmond. Als der Pater Horrigan kommt, verstecken sie sich. Er gastiert beim armen Dermod, dessen vorgealterte Frau kocht Kartoffeln. Dermod findet einen Lachs in den Reusen, doch etwas entreißt ihm das Netz. Auf sein Schimpfen, es sei der Teufel, erwidert ein Elf, das sei nicht wahr, und bietet ihm eine Mahlzeit, wenn er für sie nach ihrer Seligkeit frage. Dermod schlägt den Lohn um seiner Seele willen aus, und der Geistliche lässt ihn ausrichten, sie sollten selbst kommen und fragen. Da rauschen sie davon.

## Anmerkung
Grimms Anmerkung gibt zwei ähnliche Geschichten wieder, eine in Thieles dänischen Volkssagen, Band 4 und eine schottische bei W. Grant Stewart.